# Строупежницкий, Ладислав
Ладислав Строупежницкий (род. 6 января 1850, Цергонице — 11 августа 1892, Прага) чешский драматург Национального театра. Строупежницкий не имел литературного образования. В школе успел отучиться только два класса, после чего был вынужден прекратить учебу и помогать семье. В результате несчастного случая получил выстрел в лицо, в результате чего его лицо было обезображено. Сразу после несчастного случая переехал в Прагу, где писал в различные журналы.
Первым жанром Строупежницкого был юмор, однако после знакомства с Джоном Корнелли начал работать драматургом в Национальном театре.
С 1882 года до конца своей жизни проработал драматургом Национального театра.